# Камерунська кухня
Камерунська кухня - одна з найрізноманітніших в Африці через розташування Камеруну на перехресті шляхів між північчю, заходом та центром континенту; етнічної різноманітності, змішання культур племен банту, семі-банту та арабів. До цього слід додати вплив німецької колонізації, а потім французької та англійської анексії різних частин країни.

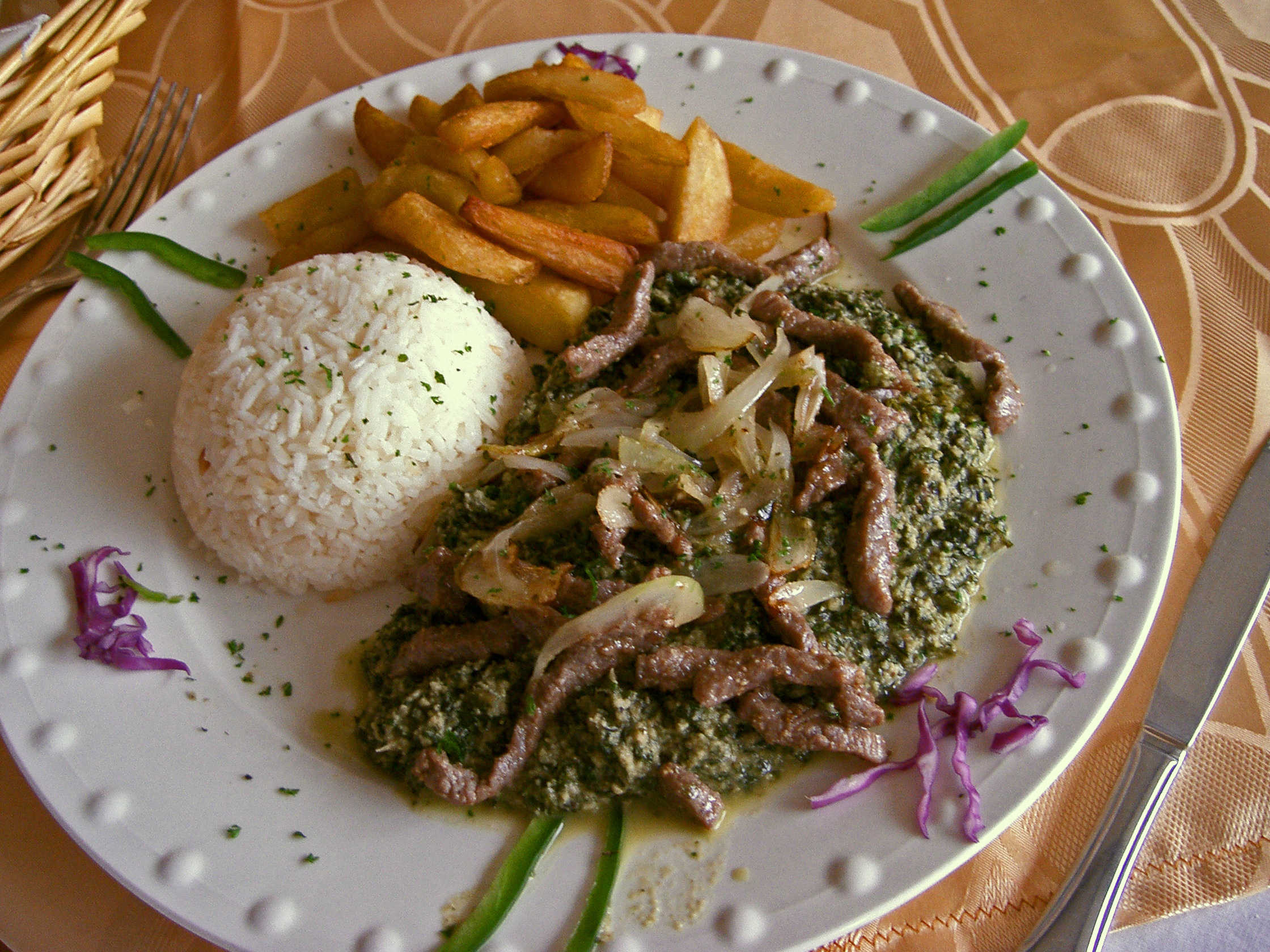
Ндоле - камерунська страва

## Огляд
Основні продукти харчування в Камеруні включають маніоку, ямс, рис, банани, картоплю, солодку картоплю, кукурудзу, квасолю, просо, кокоямі (таро, ксантосома), а також різні овочі.
Французи привезли в країну французький хліб, який широко вживається і є основним продуктом на сніданок у франкомовних частинах Камеруну мешканці є риба; також їдять птицю та яловичину. М'ясо диких тварин вживається в їжу повсюдно, одними з найпопулярніших видів є панголін, їжатець та гігантський щур, хоча через рідкість вони тепер вважаються делікатесами. Також процвітає нелегальна торгівля м'ясом зникаючих видів диких тварин, таких як шимпанзе та горила.

## Фактори
Камерун неодноразово піддавався колонізації, продукти харчування з Нового Світу були завезені декілька століть тому, як і європейські методи приготування і, власне, європейська культура. На кухню країни також впливає її географія, з чіткими відмінностями між північним і південним регіонами . Населення Камеруну складається з більш ніж 250 етнічних груп, таким чином, місцева кухня розрізняється залежно від етнічної групи та регіону.

## Інгредієнти
Ґрунт на більшій частині території країни дуже родючий, і тут вирощуються найрізноманітніші овочі та фрукти, як місцеві, так і завезені. Вони включають:
- Маніок
- Банан
- Арахіс
- Фуфу
- Червоний перець/білий перець пенджа
- Кукурудза
- Баклажан
- Окра
- Вернонія
- Помідор
- Кокоям (Cocoyam)

## Специалітети
Серед камерунських делікатесів:
- Фуфу з кукурудзи і ньяма ньяма (листя садової чорниці Solanum scabrum)
- Brochettes, місцеві жителі називають soya (різновид шашлику або кебаба, приготованого з курки, яловичини або кози)
- Санг (суміш кукурудзи, листя маніоки та соку пальмових горіхів)
- Суп мбанга і квакоко (kwacoco), що складається з перетертої рослини кокояма
- Еру (овочевий суп з дрібно подрібненого листя рослини Gnetum africanum) і фуфу на воді
- Ндоле (гостре рагу, що містить гірке листя, м'ясо, креветки, свинину та арахісову пасту)
- Кокі (в основному складається з чорноокого гороху і червоної пальмової олії)
- Суп Ачу (кокоям фуфу з помаранчевим/жовтим супом з олії червоної пальми)
- Мбонго'о чобі (гострий чорний суп з місцевих трав та спецій)
- Суп егусі (мелене гарбузове насіння, яке часто готують з темною листовою зеленню або окрою)
- Кондрех (тушковані незрілі банани з травами та спеціями, зазвичай готуються з козячим м'ясом)
- Каті Каті, страва з курки на грилі [3][4][5], традиционная еда народа ком. [6]

Популярністю користуються карі, супи та рибні страви, а також м'ясо на шпажках. У деяких частинах країни (особливо в лісових районах) їдять комах.